# Radana Labajová
Radana Labajová (* 20. srpna 1980, Studénka) je česká zpěvačka.

## Biografie
Se zpěvem začínala v dětském pěveckém sboru Studeňáček v její rodné Studénce. Studovala v Praze na Konzervatoři Jaroslava Ježka obor pop-zpěv. V osmnácti letech byla vybrána do dívčí skupiny Holki, i když na konkurs původně nešla. Byla tam jen jako doprovod Nikoly Šobichové, s níž jezdila domů vlakem. Peter Fider ji však nakonec přesvědčil, aby také zazpívala.
Ve skupině Holki účinkovala přibližně pět let. Po vypršení smlouvy se rozhodla natočit sólovou desku Kaleidoskop. V sólové kariéře jí pomáhá Peter Fider – autor všech desek Holek a v současnosti člen dua Verona. V roce 2001 účinkovala v muzikále Pomáda v roli RIZZO.
Dne 2. prosince 2009 se jí narodil syn Teodor Maxmilián Nejedlý.
Roku 2019 natočila se skupinou Holki remake původních hitů. V témže roce byl její matce diagnostikován zhoubný nádor, Labajová následně podstoupila genetická vyšetření. Její sestře diagnostikovali rakovinu prsu. Pár týdnů nato diagnostikovali rakovinu i jejímu otci, který záhy zemřel.
Věnuje se osvětě v oblasti prevence rakoviny.